# 2e Parachutistenkorps
Het Duitse 2e Parachutistenkorps (Duits: Generalkommando II. Fallschirm-Korps) was een Duits legerkorps van de Wehrmacht tijdens de Tweede Wereldoorlog. Het korps kwam uitsluitend in actie aan het Westfront. 

## Krijgsgeschiedenis

### Oprichting
Het 2e Parachutistenkorps werd in januari 1944 opgericht door omdopen van het XIII. Fliegerkorps bij Parijs.

### 1944

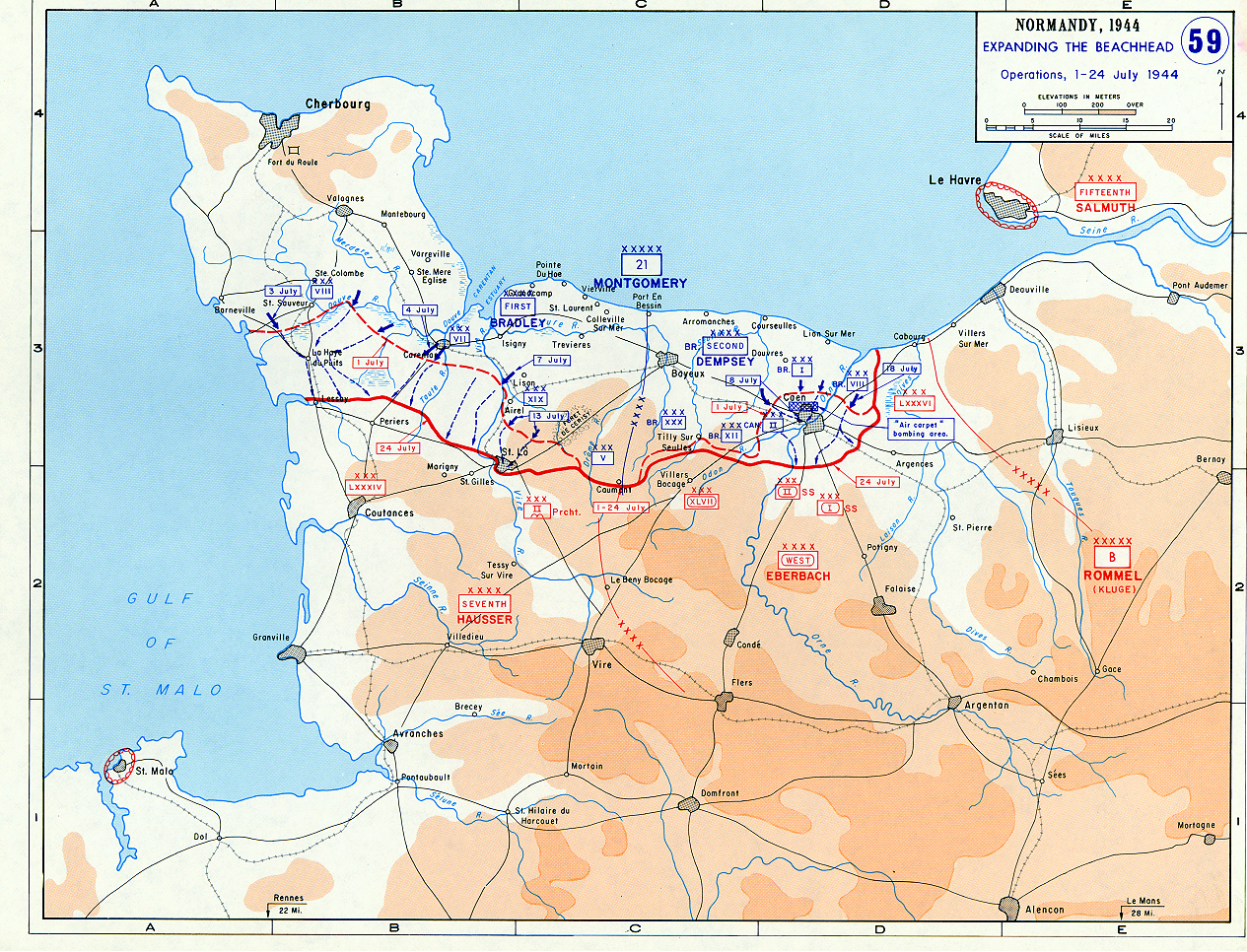
Situatie in Normandië 24 juli 1944

Het nieuwe korps zou samen met het 1e Parachutistenkorps het 1e Parachutistenleger moeten vormen en daarmee vijf Parachutistendivisies leiden. Omdat het 1e Parachutistenkorps in Italië bleef, werd het 2e Parachutistenkorps in Frankrijk aanvankelijk onder bevel geplaatst van de Oberbefehlshaber West. Het stafkwartier van het korps bevond zich in Melun ten zuiden van Parijs. Op 12 mei 1944 nam het korps het bevel over de 3e en 5e Parachutistendivisies, die in Bretagne werden ingezet voor beveiligingstaken. Tegelijkertijd kwam het korps onder bevel van het 7e Leger. Midden mei 1944 werd het stafkwartier van het korps verplaatst naar Bretagne tussen Rennes en Loudeac. Met het begin van de geallieerde invasie van Normandië op 6 juni 1944 verplaatste het korps zich met 3e Parachutistendivisie naar het schiereiland Cotentin in het gebied rond Saint-Lô. Nieuw stafkwartier werd vanaf 11 juni Torigni-sur-Vire. In zware verdedigende gevechten voorkwam het korps een Amerikaanse doorbraak over Saint-Lô naar de westkust van Cotentin. Op 25 juli 1944 doorbrak het 7e US Legerkorps het linkerbuurkorps (het 84e Legerkorps). Via Coutances bleven de Amerikaanse gepantserde strijdkrachten oprukken naar Avranches. Om omsingeling te voorkomen moest het korps eind juli 1944 zijn front terugtrekken van Saint-Lô naar het zuiden. De commandopost van het korps werd op 29 juli verplaatst naar Percy. Op 8 augustus 1944 voerde het korps zware defensieve gevechten uit rond Vire en trok tot half augustus terug naar Flers. Vervolgens kwam het korps terecht in de Failase pocket. In samenwerking met het II SS Pantserkorps kon het korps op 21 augustus oostwaarts uitbreken, zij het met zware verliezen. Vervolgens werden de resten van het korps verzameld ten zuidwesten van Rouen bij Elbeuf. En vervolgens ging het door Truppenübungsplatz Köln-Wahn, waar de wederopbouw van de 3e en 5e Parachutistendivisies ter hand genomen werd vanaf begin september. Al kort daarna werd het korps werd verplaatst, om vanaf 19 september tegenaanvallen tegen de Amerikaanse luchtlandingstroepen bij Nijmegen (succesvol) uit te voeren. Vanaf 23 september lag het korps in stelling langs de Maas vanaf Middelaar tot Groesbeek en vanaf daar naar de Waal bij Erlecom. Eind november werd deze frontlinie afgegeven en nam het korps de verdediging van het Maasgedeelte tussen Bergen en Roermond vanaf begin december op zich. Het korps beschikte hier over de 7e en 8e Parachutistendivisies.

### 1945

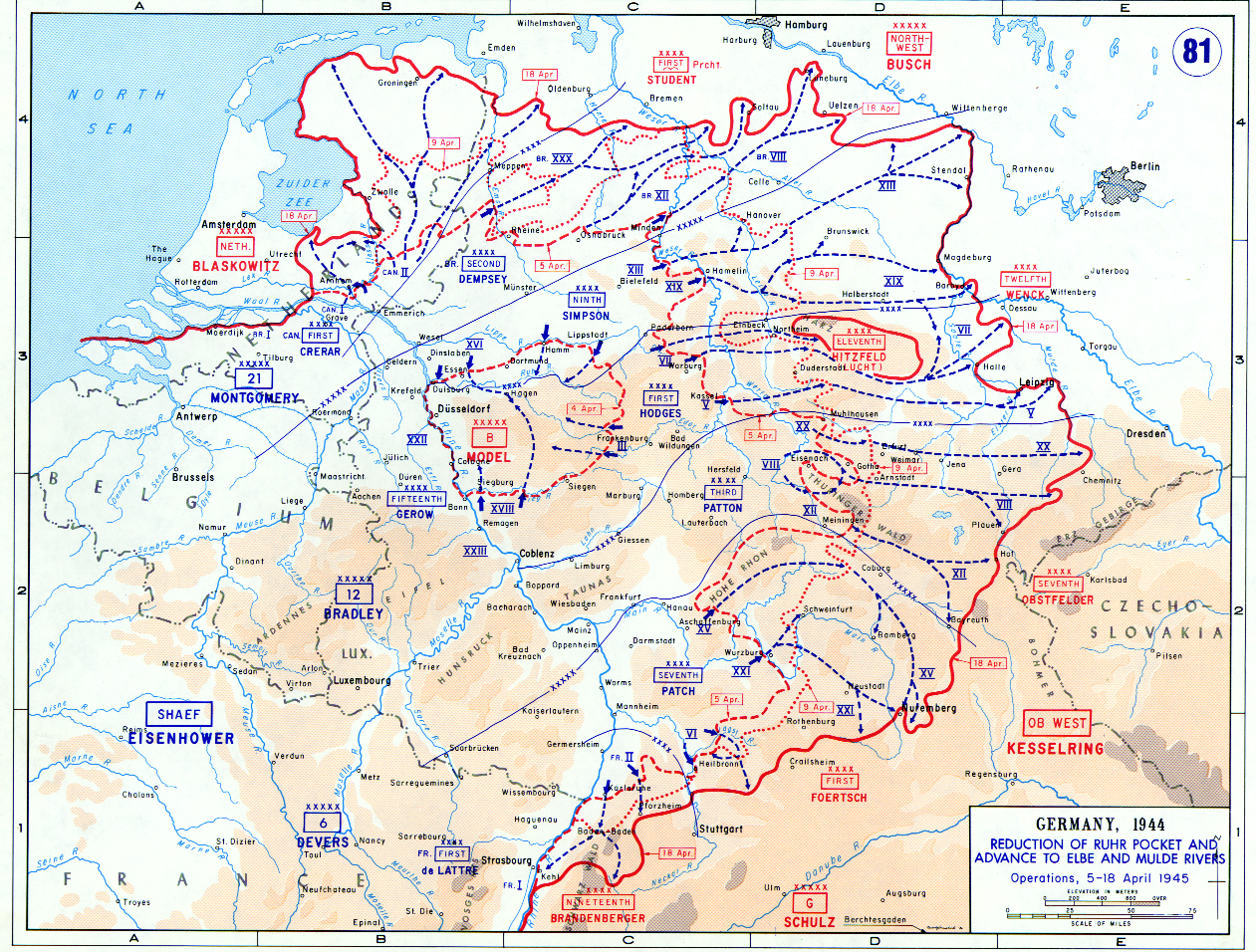
Geallieerde opmars in April 1945

Na het begin van het geallieerde offensief tegen de Westwall-posities op 7 februari 1945, werden troepen van het korps naar het Reichswald verplaatst en kort daarna het korps zelf ook. Daar vocht het korps de volgende maand rond Goch, Keppeln en Uedem-Weeze. Op 1 maart beval het 1e Parachutistenleger tot vorming van het bruggenhoofd Wesel onder het commando van het korps. Hiervoor beschikte het over de resten van de 116e Pantserdivisie, de Panzer-Lehr-Division, de 15e Pantsergrenadierdivisie, de 84e, 180e en 190e Infanteriedivisies en de resten van de 2e, 6e, 7e en 8e Parachutistendivisies. Op 9 en 10 maart 1945 werd het bruggenhoofd door de geallieerden opgeruimd na hevige gevechten en de resten van het korps trokken zich terug naar de oostelijke oever van de Rijn. Hier nam het korps nu verdediging van de Rijn op zich tussen Emmerik en Wesel, met stafkwartier in  Büngern bij Bocholt. Op 24 maart 1945 staken de geallieerden de Rijn over in Operatie Plunder, waarbij het korps vol in de aanvalsroute lag. Vanaf dat moment restte het korps niets anders dan terugtrekken. Deze terugtrekking liep langs de Nederlands-Duitse grens naar het noorden tot de monding van de Eems, vandaar richting Oldenburg (10 april). Op 30 april 1945 werd het korps samen met de 7e Parachutistendivisie uit het front ten westen van Oldenburg getrokken en naar Sleeswijk-Holstein verplaatst, om daar als Legerreserve voor de zuidoostelijk van Hamburg verwachte geallieerde aanval op de Elbe klaar te staan. Het korps vestigde op 4 mei 1945 een nieuwe commandopost in Nortorf en de volgende dag in Brekendorf. 

Het 2e Parachutistenkorps capituleerde op 8 mei 1945 in Brekendorf aan de Britse troepen.

## Bovenliggende bevelslagen
| Leger              | Legergroep     | Plaats/regio          | Begin             | Eind                 |
| ------------------ | -------------- | --------------------- | ----------------- | -------------------- |
| direct onder bevel | OB West        | Parijs                | januari 1944      | 12 mei 1944          |
| 7. Armee           | Heeresgruppe B | Bretagne, Normandië   | 12 mei 1944       | midden augustus 1944 |
| direct onder bevel | Wehrkreis VI   | Köln-Wahn             | 19 september 1944 | 22 september 1944    |
| 1. Fallschirmarmee | Heeresgruppe H | Nederland, Neder-Rijn | 22 september 1944 | april 1945           |
| 1. Fallschirmarmee | Eems, Weser    | Nederland, Neder-Rijn | april 1945        | 8 mei 1945           |

## Commandanten

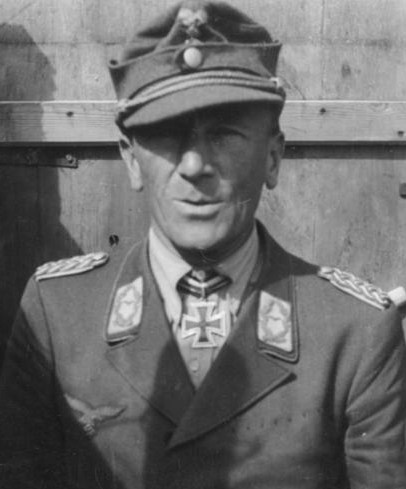
Generalmajor Eugen Meindl

| Rang         | Naam         | Begin        | Eind       |
| ------------ | ------------ | ------------ | ---------- |
| Generalmajor | Eugen Meindl | januari 1944 | 8 mei 1945 |